# 鵜沼インターチェンジ

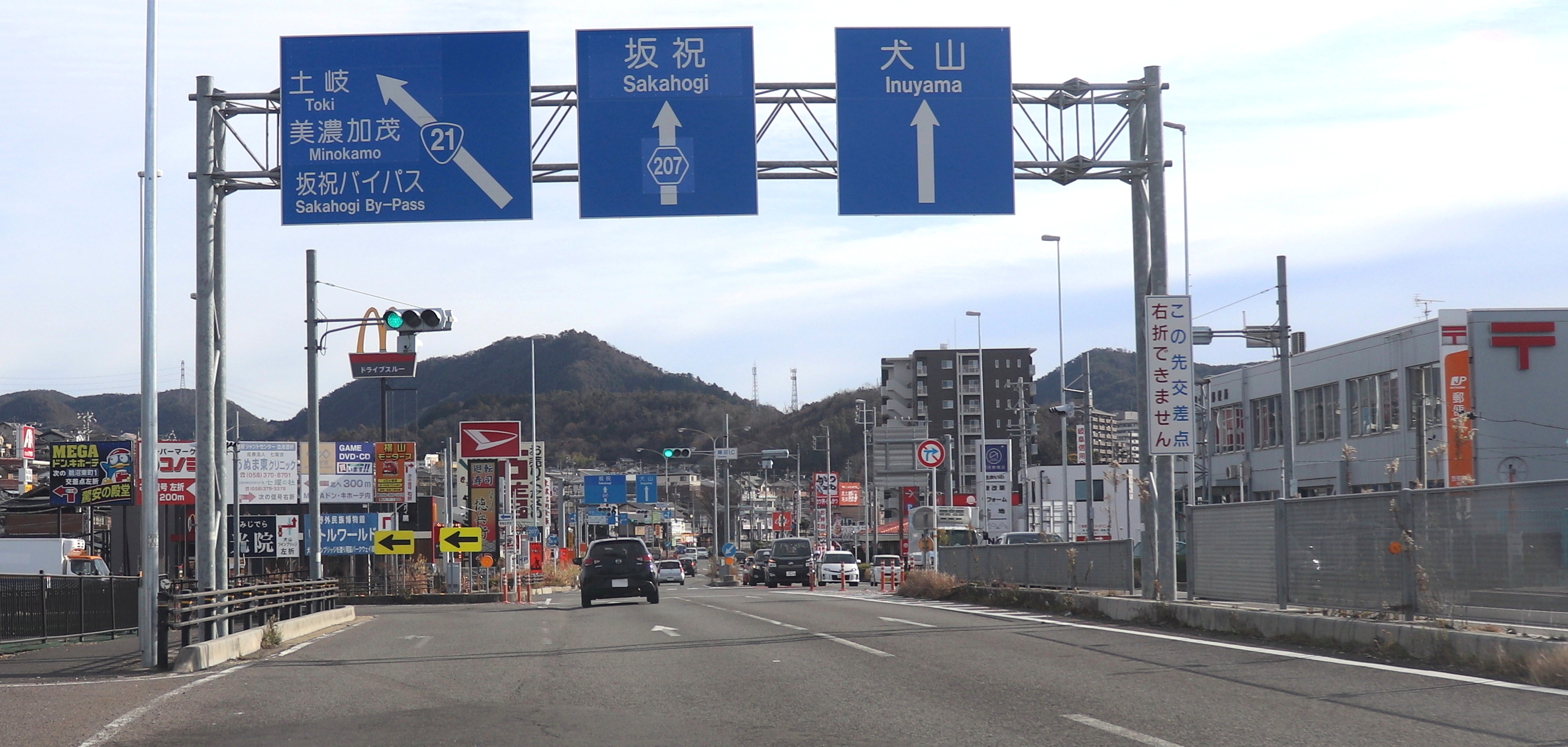
西側の鵜沼バイパスから望む鵜沼インターチェンジ（2018年（平成30年）12月撮影）

鵜沼インターチェンジ（うぬまインターチェンジ）は、岐阜県各務原市鵜沼東町にあるインターチェンジである。
国道21号の鵜沼バイパス、坂祝バイパスと岐阜県道207号各務原美濃加茂線が接続する。

## 概要
2009年（平成21年）3月20日、坂祝バイパスの部分開通（鵜沼IC - 勝山IC）時に開設される。
東西に走る鵜沼バイパス・県道207号線と北上する坂祝バイパスがT字交差点で平面交差する。

## 周辺
- 各務原東郵便局
- 大安寺川
- 鵜沼宿
- 名鉄各務原線 鵜沼宿駅
- 各務原市立鵜沼第一小学校
- 菊川本社